# Johann Szegö
Johann Szegö (* 19. September 1936 als Szegő János in Budapest; auch Johannes Szegö) ist ein österreichischer Fremdenführer, Dolmetscher und Sachbuchautor. Seine zahlreichen Bücher behandeln vor allem Wien, österreichische Geschichte und die historischen Bezüge zu Ungarn.

## Leben
Im Alter von 20 Jahren flüchtete Szegő 1956 infolge des niedergeschlagenen Ungarischen Volksaufstandes nach Wien, während seine Eltern, Zsuzsanna und András und seine Brüder in Ungarn blieben. Sein in Ungarn begonnenes Medizinstudium setzte er in Wien fort, brach es aber schließlich ab und hielt sich mit verschiedenerlei Berufen über Wasser.
Im Jahr 1967 legte Szegö die staatliche Fremdenführerprüfung ab,  erhielt die österreichische Staatsbürgerschaft und wurde als Gerichtsdolmetscher vereidigt. Als solcher übersetzte er vor allem persönliche Dokumente wie Geburts-, Tauf- und Hochzeitsurkunden. Seit 1968 arbeitete er als Fremdenführer in Wien. Von 1975 bis 2007 war er Präsident des Verbandes der geprüften Wiener Fremdenführer. Seit 1982 war er Mitglied der Fremdenführerprüfungskommission, ab 1983 auch selbst im Unterricht tätig. Im Februar 1985 wurde während seiner Präsidentschaft der Weltverband der Fremdenführer (englisch: World Federation of Tourist Guide Associations) mit Sitz in Wien gegründet; von 1987 bis 1993 war er auch Vorstandsmitglied im Weltverband. Seit 1989 veranstaltet der Weltverband jährlich um den 21. Februar den Welttag der Fremdenführer in Wien mit zahlreichen Gratisführungen und anderen Angeboten.
Im Rahmen einer Veranstaltungsreihe des Wien Museums zum 50. Jahrestag des Ungarischen Volksaufstandes und der Flucht nach Wien sprach Szegö als Zeitzeuge in einem Podiumsgespräch „Ungarnflüchtlinge 1956 in Österreich“, moderiert von Erika Weinzierl. Im Februar 2007 überreichte er Dompfarrer Toni Faber eine im Rahmen des Welttags der Fremdenführer gesammelte Spende über 2300 € zur Instandhaltung und Renovierung des Stephansdoms. Bei der Vorstandswahl 2007 kandidierte Szegö nach 31 Jahren Vorsitz nicht mehr für das Amt des Präsidenten, das seine Stellvertreterin Bibiane Krapfenbauer-Horsky übernahm; er selbst wurde zum Ehrenpräsidenten gewählt.
Szegö ist Mitglied im Österreichischen Verband der allgemein beeideten und gerichtlich zertifizierten Dolmetscher und in der Hochbegabtenvereinigung Mensa Österreich. Szegö schreibt auch als Autor für das vierteljährliche Magazin Kulturgeschichten.WIEN.
Als sein Motto nennt Szegö: „Unterhaltend informieren! Informierend unterhalten! Hohes Niveau und lockerer Stil sind keine Gegensätze!“

## Bücher
- Kaiser, Krisen, Krieg und Kreisky: Österreich von 1918 bis 1955. Internationaler Literatur und Lyrik Verlag, Wien 1992. ISBN 3-85438-238-3
- Ungarisches Wien: Eine rotweissgrüne Spurensuche. Ueberreuter, Wien 1998. ISBN 3-8000-3707-6
- Vorstadt-Spaziergänge: Das alte Wien zwischen Ring und Gürtel. Ueberreuter, Wien 2004. ISBN 3-8000-7005-7
- Wiener Viertel. Ueberreuter, Wien 2004. ISBN 3-8000-7036-7
- Eine kurze Geschichte Ungarns. Ueberreuter, Wien 2005. ISBN 3-8000-7118-5
- Niederösterreich in Rätseln: 50 knifflige Geschichten zu bekannten Personen und Sehenswürdigkeiten. Ueberreuter, Wien 2007. ISBN 3-8000-7240-8
- Wien in Rätseln: 50 knifflige Geschichten zu bekannten Personen und Sehenswürdigkeiten. Ueberreuter, Wien 2007. ISBN 3-8000-7239-4
- Wien 360° | Vienna 360° | Wiener Walzer – Panoramarundschau. Mit Varga Zsolt, Selbstverlag, Budapest 2008.
- Bekannte österreichische Selbstmörder: Schicksale von Ferdinand Raimund bis Jack Unterweger. Ueberreuter, Wien 2011. ISBN 978-3-8000-7506-5
- Alt-Wien neu entdeckt! Spaziergänge durch das Herz der Stadt. Metroverlag, Wien 2012. ISBN 978-3-99300-005-9
- Von Sarajevo bis Bad Ischl: Vom Attentat bis zur Kriegserklärung. Metroverlag, Wien 2013. ISBN 978-3-99300-138-4
- Österreichs Weg in die Freiheit: Der Staatsvertrag 1955. Metroverlag, Wien 2014. ISBN 978-3-99300-183-4
- In Wien ist der Teufel los: Die Wahrheit über Wiens sagenhafte Orte. Metroverlag, Wien 2015. ISBN 978-3-99300-236-7
- Von Palais zu Palais: Wiener Stadterkundungen. Metroverlag, Wien 2018. ISBN 978-3-99300-113-1
- Geschreibsel eines Fremdenführers: Lustiges & Listiges, Ernst & Heiter. myMorawa, Wien 2019. ISBN 978-3-99084-752-7
- 1950: Der Oktoberkampf in Österreich. myMorawa, Wien 2021. ISBN 978-3-99129-148-0

## Vorträge (Auswahl)
- Maria Theresia als Königin von Ungarn, November 2017[10]
- November 1918: Das Ende der Monarchie und die Gründung der Republik, Februar 2018[11]
- Die Hofburg von Rudolf dem Stifter zu Rudolf Kirchschläger, Februar 2019[12]
- Die Unterzeichnung der Genfer Protokolle, Februar 2022[13]

## Auszeichnungen
- Ehrentitel Kommerzialrat
- Silbernes Verdienstzeichen des Landes Wien, 1986[14]